# Carl Linnaeus de Jongere
Carl Linnaeus de Jongere (Falun, 20 januari 1741 – Uppsala, 1 november 1783) was een Zweedse natuuronderzoeker en zoon van de gelijknamige en beroemde Carl Linnaeus. Op 22-jarige leeftijd volgde hij zijn vader op als hoogleraar in de plant- en geneeskunde aan de Universiteit van Uppsala, wat in die tijd  voor zonen van vooraanstaande vaders niet ongebruikelijk was. Om hem als botanische auteur van zijn vader te onderscheiden, is zijn formele naam Linnaeus filius (Latijn voor Linnaeus de zoon), afgekort L.f..

## Biografie

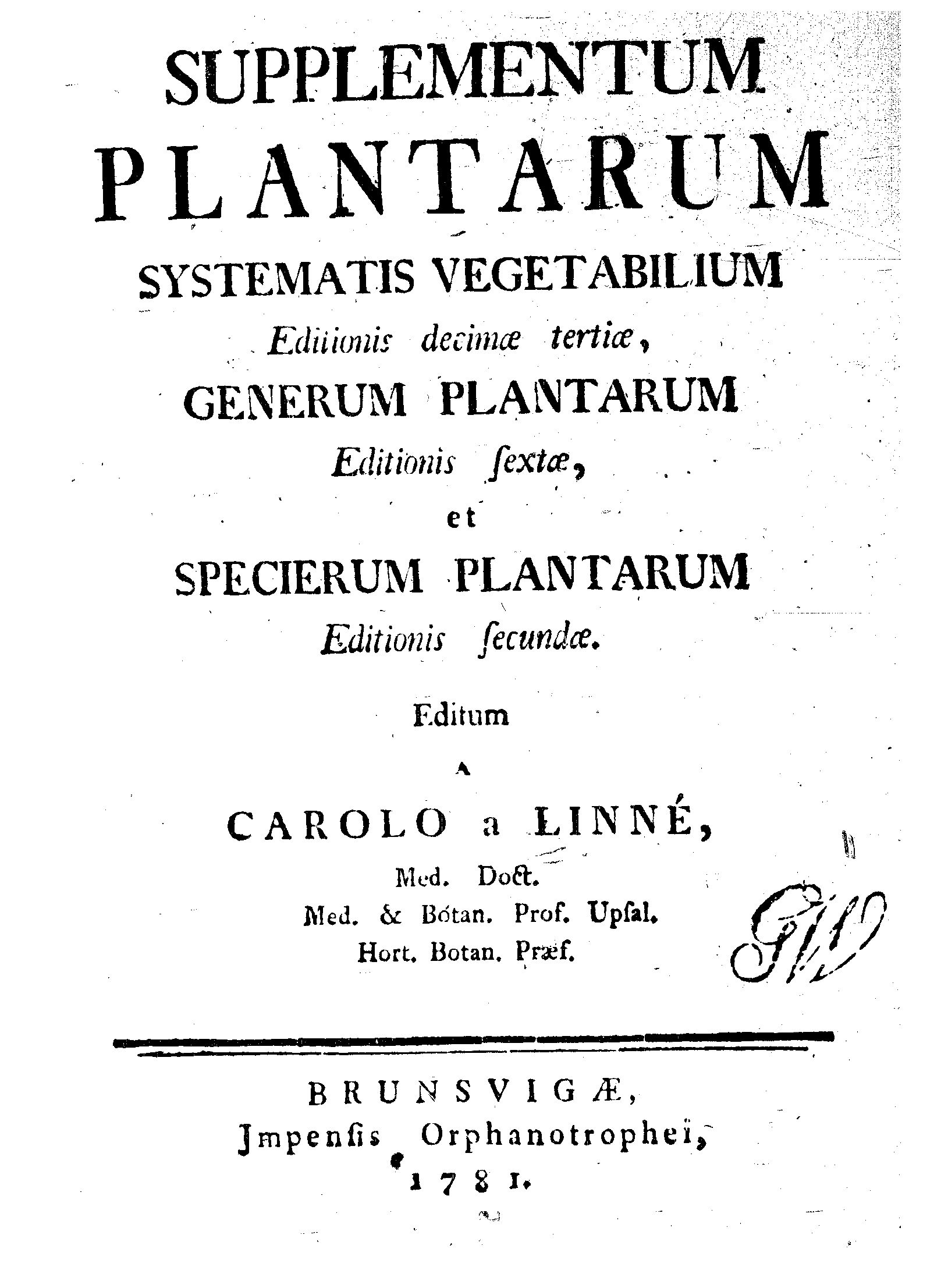
Titelblad van Supplementum Plantarum

Carl Linnaeus de Jongere werd al op jonge leeftijd door zijn vader als zijn opvolger beschouwd. Dit ondanks het feit dat hij geen duidelijke aanleg voor wetenschap of andere studies toonde, noch de ambitie leek te hebben om in de voetsporen van zijn vader te treden. Zijn vader zorgde ervoor dat hij al op negenjarige leeftijd werd ingeschreven aan de medische faculteit en lid werd van de Smålands-nation, een soort studentenvereniging. Hij wees zijn meest getalenteerde studenten, onder wie Pehr Löfling, Daniel Rolander en Johan Peter Falck, aan om zijn zoon wetenschappen bij te brengen. Toch heeft Carl Linnaeus de Jongere nooit academische examens afgelegd of een proefschrift geschreven en verdedigd.
Op 18-jarige leeftijd (1759) kreeg Carl Linnaeus de Jongere in opdracht van zijn vader de leiding over de botanische tuin van de academie. Linnaeus gaf als reden op dat zijn zoon van kindsbeen af vertrouwd was geraakt met de tuin en later de plantencollecties zou erven. In de daaropvolgende jaren beschreef Carl Linnaeus de Jongere een aantal zeldzame planten uit de academietuin in Decas I et II plantarum rariorum Horti Upsaliensis (1762–1763) en in Plantarum rariorum Horti Upsaliensis fasciculus primus (1767). 
Nadat Linnaeus in 1762 op voorstel van het Zweedse parlement het voorrecht had gekregen om zelf zijn opvolger te benoemen, droeg hij zijn zoon voor. In 1763 werd Carl Linnaeus de Jongere bij koninklijk besluit tot professor benoemd, maar zolang Linnaeus deze post nog bekleedde ontving hij geen salaris. Voorafgaand aan deze benoeming had Linnaeus zijn oud-leerling Daniel Solander benaderd, die echter na lang aarzelen het aanbod niet aannam.
In 1765 kreeg Carl Linnaeus de Jongere een eredoctoraat in de faculteit geneeskunde nadat kroonprins Gustaf, in zijn hoedanigheid van universiteitskanselier, deze wens kenbaar had gemaakt. Deze onverdiende promotie veroorzaakte een algemene afkeer van hem. En in het geval van Carl Linnaeus de Jongere veroorzaakte het een depressie en een laag gevoel van eigenwaarde. In 1777 werd hij uiteindelijk tot hoogleraar benoemd.
In de laatste jaren van zijn leven veranderde Linnaeus zijn aanvankelijke wens dat Carl Linnaeus de Jongere zijn herbarium zou erven, omdat hij zag dat deze laatste niet genoeg belangstelling voor de wetenschap toonde. Hij besloot dat het herbarium na zijn dood moest worden verkocht ten bate van zijn dochters.
Maar omdat het herbarium onmisbaar was voor het werk van Carl Linnaeus de Jongere, stelde hij na de dood van zijn vader alles in het werk om het te behouden. Daartoe moest hij aanzienlijke sommen geld uitgeven, in de vorm van schuldbekentenissen, en afstand doen van bepaalde andere voordelen, mede omdat hij in een zeer verbitterde verhouding met zijn moeder stond. Het is dan ook de verdienste van Carl Linnaeus de Jongere dat de onbetaalbare Linnaeaanse verzamelingen vooralsnog onveranderd zijn gebleven. Hij heeft ze nauwgezet verzorgd en uitgebreid, vooral tijdens zijn tweejarige reis naar Engeland, Frankrijk, de Republiek der Zeven Verenigde Nederlanden en Denemarken tussen 1781 en 1783.
Na in Londen geelzucht te hebben opgelopen, stierf hij kort na zijn terugkeer op 42-jarige leeftijd ongehuwd en kinderloos aan een beroerte. Hij ligt begraven bij zijn ouders in het familiegraf in de kathedraal van Uppsala.

## Publicaties
Het bekendste werk van Carl Linnaeus de Jongere is het Supplementum plantarum uit 1781. Het was bedoeld als een aanvulling op de Genera plantarum van 1737 en de Species plantarum van 1753, beide geschreven door zijn vader. Het is volledig in het Latijn geschreven.